# Fischbach-Göslikon
Fischbach-Göslikon (schweizertyska: Fischbach-Göslike) är en ort i kommun i distriktet Bremgarten i kantonen Aargau, Schweiz. Kommunen har 1 706 invånare (2023). Kommunen består av de sammanvuxna byarna Fischbach och Göslikon.